# It Won't Be Wrong
«It Won't Be Wrong» es una canción de la banda estadounidense de rock The Byrds, que aparece como segunda pista en su disco de 1965 Turn! Turn! Turn! La compusieron en 1964 el miembro de la banda Jim McGuinn y su amigo Harvey Gerst, conocido de la época en que McGuinn era cantante de folk en el club The Troubadour de West Hollywood, California. Originalmente se publicó como cara B, con el título de "Don't Be Long" en un sencillo que publicó The Byrds a través de Elektra Records en octubre de 1964, con el pseudónimo de The Beefeaters. Para cuando se reeditó en septiembre de 1965, The Byrds le cambió el título para que apareciese en su segundo disco con Columbia Records con el título de "It Won't Be Wrong".
Después de su aparición en Turn! Turn! Turn!, "It Won't Be Wrong" se seleccionó como cara B del sencillo de enero de 1966 "Set You Free This Time". Sin embargo, debido a las pocas ventas, Columbia records comenzó a promocinar esta cara B, que dio como resultado que "It Won't Be Wrong" se posicionara en el número 63 de la lista Billboard Hot 100. En el Reino Unido, "Set You Free This Time" se publicó como sencillo el 11 de febrero de 1966, pero después de que la revista NME dijese que la cara B era mejor que la A, se reeditó y el 18 de febrero "It Won't Be Wrong" ya aparecía como la cara A del sencillo.